# Пермякова, Мария Николаевна
Мари́я Никола́евна Пермяко́ва (род. 20 ноября 1967, Астрахань) — глава муниципального образования «Город Астрахань», назначена 30 сентября 2020 по 28 апреля 2022 года.

## Биография
Закончила Волгоградский Инженерно-строительный Институт в 1990 году.
До 1992 года — инженер-проектировщик проектного института «АстраханИнжПроект».
В 1992—2014 годах — работа в органах местного самоуправления.
С декабря 2013 по декабрь 2014 года — начальник управления по строительству, архитектуре и градостроительству администрации Астрахани.
С ноября 2014 по июнь 2018 года — гендиректор ООО «Прогресс-центр проектирования» (основной вид деятельности — «Деятельность в области архитектуры, инженерных изысканий и предоставление технических консультаций в этих областях»).
С августа 2018 года — назначена замглавы администрации Астрахани.
С 3 марта по 29 сентября 2020 года — и.о. главы администрации Астрахани.
30 сентября 2020 года была избрана главой города Астрахань.
21 апреля 2022 года во время запланированного планерного совещания, стало известно, что Пермякова отозвала своё заявление.
28 апреля, на пленарном заседании Городской думы депутаты приняли отставку Марии Пермяковой.

## Семейное положение
Замужем. Имеет взрослых сына и дочь.

## Награды
20 апреля 2022 года Марию Пермякову наградили медалью ордена «За заслуги перед Астраханской областью» за особые успехи, которые были достигнуты в работе, за вклад в социально-экономического развития областного центра.